# Aeroportul Național Leros
Aeroportul Național Leros (IATA: LRS, ICAO: LGLE) este un aeroport din Leros Municipality⁠(d), Kalymnos Regional Unit⁠(d), Egeea de Sud, Administrația descentralizată a Mării Egee⁠⁠(d), Grecia ce deservește zona Leros⁠(d). Aeroportul a fost tranzitat în 2022 de 19.974 de pasageri.
Situat la o altitudine de 12 m, aeroportul dispune de o singură pistă. Este operat de Hellenic Civil Aviation Authority⁠(d).